# Paweł Szydeł
Rojen leta 1963, poljski pesnik in pisatelj. Pobudnik, soustanovitelj in glavni urednik spletne literarno-umetniške revije Pobocza. Izdal je pesniški zbirki Niebo nie dla nieobecnego (Nebo za odsotnega, 2000) in Złorzeczę prawu ciążenia (Preklinjanje težnostne sile, 2005). Živi v Jastrzębcu.